# Kasztelania gdańska
Kasztelania gdańska – urząd senatorski dawnej Rzeczypospolitej, lokalizowany w l. 1467–1772 województwie pomorskim, zwyczajowo nazywana gdańską, choć z miastem Gdańskiem ani jego posiadłościami nie miała nic wspólnego.

## Kasztelanowiegdańscy
| Monarcha                                                                  | Wojewoda                                                                    | #  | Kasztelan                                                | Portret | Herb | Lata sprawowania urzędu                   | Lata życia                         |
| ------------------------------------------------------------------------- | --------------------------------------------------------------------------- | -- | -------------------------------------------------------- | ------- | ---- | ----------------------------------------- | ---------------------------------- |
| Świętopełk II Wielki                                                      | bd.                                                                         | 1  | Gniewomir                                                |         |      | 1242/1243                                 |                                    |
| Mściwój II                                                                | Dobiegniew                                                                  | 2  | Jan                                                      |         |      | 1 sierpnia 1267                           |                                    |
| Mściwój II/ Przemysł II                                                   | Witek/ Wajsyl/ Święca                                                       | 3  | Andrzej                                                  |         |      | 28 września 1273 - 14 października 1294   |                                    |
| Władysław I Łokietek                                                      | Święca                                                                      | 4  | Unisław z Lublewa                                        |         |      | 2 stycznia 1297 - 2-4 stycznia 1298       |                                    |
| Wacław II                                                                 | Święca                                                                      | 5  | Piotr Voss Piotr Wost, Vust, Woś                         |         |      | 28 grudnia 1303 - 1304                    |                                    |
| Wacław II/ Wacław III/ Władysław I Łokietek/ Zarząd Zakonu Krzyżackiego   | Święca                                                                      | 6  | Wojciech                                                 |         |      | 6 sierpnia 1304 - 1 maja 1314             |                                    |
| 1309 - 1466 w posiadaniu Zakonu Krzyżackiego                              |                                                                             |    |                                                          |         |      |                                           |                                    |
| Kazimierz IV Jagiellończyk                                                | Otto Machwicz                                                               | 7  | Mikołaj Pilewski Mikołaj von Pfeilsdorf h. własnego      |         |      | 19 maja 1467 - 3 marca 1478               | zm. przed 9 marca 1478             |
| Kazimierz IV Jagiellończyk                                                | Fabian Legendorf–Mgowski                                                    | 8  | Mikołaj Bażyński Mikołaj von Baysen                      |         |      | 10/11 marca 1478 - 25 października 1480   | zm. 27 marca 1503                  |
| Kazimierz IV Jagiellończyk                                                | Fabian Legendorf–Mgowski                                                    | 9  | Hojko ze Smoląga Hojko von Smollang                      |         |      | 25 października 1480 - 16 lipca 1482      |                                    |
| Kazimierz IV Jagiellończyk/ Jan I Olbracht                                | Jan Bajerski/ Mikołaj Wulkowski                                             | 10 | Krzysztof Wojanowski Krzysztof von Woyanow h. nieznanego |         |      | 6 października 1483 - 25 marca 1495       |                                    |
| Jan I Olbracht                                                            | Mikołaj Wulkowski                                                           | 11 | Andrzej Boroszewski Andrzej von Borreschow               |         |      | 8 stycznia 1499 - 9 listopada 1499        | zm. przed 9 marca 1503             |
| Aleksander Jagiellończyk/ Zygmunt I Stary                                 | Mikołaj Wulkowski/ Mikołaj Szpot z Krajowa                                  | 12 | Mikołaj Szpot z Krajowa                                  |         |      | 19 lipca 1503 - 16 marca 1512             | zm. 1518                           |
| Zygmunt I Stary                                                           | Mikołaj Szpot z Krajowa                                                     | 13 | Ludwik Mortęski Ludwik von Mortangen                     |         |      | 1 kwietnia 1512 - 4 marca 1516            | zm. przed 20 czerwca 1539          |
| Zygmunt I Stary                                                           | Mikołaj Szpot z Krajowa                                                     | 14 | Jerzy Konopacki                                          |         |      | 4 marca 1516 - 20 czerwca 1518            | 1477 – 28 lutego 1543, Świecie     |
| Zygmunt I Stary                                                           | Jerzy Konopacki                                                             | 15 | Jan Baliński                                             |         |      | 1 lutego 1519 - 11 sierpnia 1531          | zm. przed 13 października 1531     |
| Zygmunt I Stary                                                           | Jerzy Konopacki/ Mikołaj Działyński/ Jan Sokołowski                         | 16 | Achacy Cema Achacy von Zehmen h. własnego                |         |      | 13 października 1531 - ok. 25 marca 1546  | ok. 1485 - 24 maja 1565, Królewiec |
| Zygmunt I Stary                                                           | Jan Sokołowski/ Stanisław Kostka                                            | 17 | Jan Bażyński Jan von Baysen                              |         |      | ok. 25 marca 1546 - 1546                  | zm. przed 1 grudnia 1548           |
| Zygmunt I Stary/ Zygmunt II August                                        | Stanisław Kostka                                                            | 18 | Jerzy Konopacki                                          |         |      | 1546 - 4 styczeń 1549                     | zm. 27 maja 1566                   |
| Zygmunt II August                                                         | Stanisław Kostka/ Jan Działyński                                            | 19 | Fabian Czema Fabian von Zehmen h. własnego               |         |      | 1 sierpnia 1549 - 5 stycznia 1556         | zm. krótko przed 3 marca 1580      |
| Zygmunt II August/ Henryk III Walezy                                      | Fabian Czema/ Achacy Czema                                                  | 20 | Jan Kostka                                               |         |      | 5 stycznia 1556 - 2 kwietnia 1574         |                                    |
| Henryk III Walezy/ Stefan Batory/ Zygmunt III Waza                        | Achacy Czema/ Krzysztof Kostka/ Ludwik Mortęski                             | 21 | Maciej Żaliński                                          |         |      | 2 kwietnia 1574 - przed 24 września 1602  | zm. przed 24 września 1602         |
| Zygmunt III Waza                                                          | Ludwik Mortęski                                                             | 22 | Michał Konarski                                          |         |      | 1602/8 maja 1603 - 1606                   | ok. 1557 – 29 kwietnia 1613        |
| Zygmunt III Waza                                                          | Ludwik Mortęski/ Michał Konarski/ Samuel Żaliński                           | 23 | Stanisław Konarski                                       |         |      | 3 czerwca 1606 - 6 lutego 1618            | zm. koniec 1625                    |
| Zygmunt III Waza                                                          | Samuel Żaliński/ Maciej Niemojewski                                         | 24 | Samuel Konarski                                          |         |      | 8 maja 1618 - 9 lutego 1626               |                                    |
| Zygmunt III Waza                                                          | Samuel Konarski                                                             | 25 | Dymitr Wejher                                            |         |      | 16 marca 1626 - 25 sierpnia 1628          | zm. 25 sierpnia 1628               |
| Zygmunt III Waza/ Władysław IV Waza                                       | Samuel Konarski/ Paweł Jan Działyński                                       | 26 | Stanisław Działyński                                     |         |      | koniec 1628 - 11 maja 1637                | zm. początek 1643                  |
| Władysław IV Waza                                                         | Paweł Jan Działyński                                                        | 27 | Jan Zawadzki                                             |         |      | 12 czerwca 1637 - lipca 1642              |                                    |
| Władysław IV Waza                                                         | Paweł Jan Działyński                                                        | 28 | Gerhard Denhoff                                          |         |      | 16 lipca 1642 - lipca 1643                | 1589 – 23 grudnia 1648, Malbork    |
| Władysław IV Waza/ Jan II Kazimierz Waza                                  | Paweł Jan Działyński/ Gerhard Denhoff/ Ludwik Wejher                        | 29 | Stanisław Kobierzycki                                    |         |      | lipca 1643 - 31 maja 1656                 | ok. 1600 – 1665, Kalisz            |
| Jan II Kazimierz Waza                                                     | Stanisław Kobierzycki/ Jan Ignacy Bąkowski                                  | 30 | Zygmunt Guldenstern                                      |         |      | 18 października 1656 - 30 czerwca 1666    | zm. 30 czerwca 1666                |
| Jan II Kazimierz Waza/ Michał Korybut Wiśniowiecki                        | Jan Ignacy Bąkowski                                                         | 31 | Jan Reinhold Heidenstein                                 |         |      | 1666 - 13 lutego 1673                     | zm. 13 lutego 1673                 |
| Michał Korybut Wiśniowiecki/ Jan III Sobieski                             | Jan Ignacy Bąkowski                                                         | 32 | Mikołaj Smogulecki                                       |         |      | latem 1673 - 1675                         | zm. w 1675                         |
| Jan III sobieski                                                          | Jan Ignacy Bąkowski/ Władysław Denhoff                                      | 33 | Michał Działyński                                        |         |      | luty 1676 - 29 paźziernika 1677           | zm. w marcu 1687                   |
| Jan III sobieski                                                          | Jan Ignacy Bąkowski/ Władysław Denhoff/ Władysław Łoś                       | 34 | Jan Piotr Tuchołka                                       |         |      | 30 października 1677 - początek 1691      | zm. na początku 1691               |
| Jan III Sobieski/ August II Mocny/ Stanisław Leszczyński/ August II Mocny | Władysław Łoś/ Jan Gniński/ Jan Ignacy Działyński                           | 35 | Marcin Kazimierz Borowski                                |         |      | 12 lutego 1691 - koniec października 1709 | zm. pod koniec paździenrika 1709   |
| August II Mocny                                                           | Jan Ignacy Działyński                                                       | 36 | Walerian Kruszyński                                      |         |      | listopada 1709 - 20 marca 1720            | zm. 20 marca 1720                  |
| August II Mocny                                                           | Jan Ignacy Działyński                                                       | 37 | Krzysztof Teodor Czapski                                 |         |      | luty 1721 - 8 listopadzie 1724            | zm. 8 listopada 1724               |
| August II Mocny                                                           | Jan Ignacy Działyński                                                       | 38 | Teodor Bogusław Krokowski                                |         |      | 24 listopada 1724 - przed 24 czerwca 1725 | zm. przed 24 czerwca 1725          |
| August II Mocny/ Stanisław Leszczyński/ August III Sas                    | Stefan Potocki/ Piotr Jan Czapski                                           | 39 | Franciszek Czapski                                       |         |      | 19 października 1725 - 27 lipca 1736      | zm. 27 lipca 1736                  |
| August III Sas                                                            | Jakub Florian Narzymski                                                     | 40 | Ignacy Czapski                                           |         |      | 8 lipca 1737 - 16 kwietnia 1746           | zm. 16 kwietnia 1746               |
| August III Sas/ Stanisław August Poniatowski                              | Jakub Florian Narzymski/ Paweł Michał Mostowski/ Jan Jerzy Detloff Flemming | 41 | Jan Michał Grabowski                                     |         |      | 31 października 1746 - 30 sierpnia 1766   | zm. 17 września 1770               |
| Stanisław August Poniatowski                                              | Jan Jerzy Detloff Flemming/ Ignacy Franciszek Przebendowski                 | 42 | Józef Bernard Pruszak                                    |         |      | 30 sierpnia 1766 - wrzesień 1774          | zm. we wrześniu 1774               |
| Stanisław August Poniatowski                                              | Ignacy Franciszek Przebendowski/ Feliks Antoni Łoś/ Józef Mier              | 43 | Tomasz Tadeusz Pruszak                                   |         |      | 11 kwietnia 1775 - 1793                   | zm. 16 maja 1808                   |